# Cosmosoma vernana
Cosmosoma vernana är en fjärilsart som beskrevs av Druce 1897. Cosmosoma vernana ingår i släktet Cosmosoma och familjen björnspinnare. Inga underarter finns listade i Catalogue of Life.